# 密蘇里三角 (加利福尼亞州)
密蘇里三角（英語：Missouri Triangle）是位於美國加利福尼亞州克恩縣的一個非建制地區。該地的面積和人口皆未知。

## 地理
密蘇里三角的座標為35°26′20″N 119°41′24″W / 35.43889°N 119.69000°W，而該地的平均海拔高度為171米（即561英尺）。